# Johannes Finnlaugsson
Johannes "Jofi" Gunnar Finnlaugsson, född 14 juli 1981 i Lund, är en svensk ståuppkomiker, poddare och manusförfattare.
Han driver klubben Under Jord tillsammans med komikerna Armann Hreinsson och Petrina Solange.
Han har uppträtt på bland annat Oslipat och Norra Brunn, på den sistnämnda klubben dock endast vid ett fåtal tillfällen och då endast med korta gästspel. Han har även medverkat i radioprogrammet Tankesmedjan i P3 samt podcasten Till slut kommer någon att skratta och den egna Palmemordspodden. Finnlaugsson medverkade i redaktionen till humorprogrammen Robins (2008–2012) och Grillad (2009).
Han var med och skapade humorsajten Boyahed 2002 inspirerad av The Onion.
I februari 2012 startade Finnlaugsson stand-up-klubben Viva Comedy i Lund.

## Palmemordspodden
Finnlaugsson skapade och programledde Palmemordspodden som 2021 väckte uppmärksamhet när Svenska Dagbladet presenterade det så kallade ingenjörsspåret som hade undersökts efter tips från Finnlaugsson och en av programmets lyssnare.